# Accor
Accor este una dintre cele mai importante companii din la nivel mondial, domeniile sale de interes fiind hotelurile, cazino-urile și restaurantele.
Accor, unul dintre cele mai importante grupuri hoteliere la nivel mondial, operează în aproximativ 100 de țări, având în jur de 150.000 de angajați.
Cu o experiență de 40 de ani în industria hotelieră, grupul numără printre brandurile sale hoteluri precum: Sofitel, Pullman, Novotel, Mercure, Suitehotel, Ibis, All Seasons, Etap Hotel, Formule 1 și Motel 6.
Oferta înglobează peste 4.000 de hoteluri cu aproximativ 500.000 de camere.
În România deține hotelul de patru stele Pullman Bucharest World Trade Center, numit Sofitel până în 2009, precum și hoteluri din lanțurile Ibis, Ibis Styles, Mercure, Novotel.
Accor deține pe piața din România un singur hotel Novotel, de patru stele, situat pe Calea Victoriei

## Istoric
În 1967, Paul Dubrule și Gérard Pélisson au înființat grupul hotelier Société d'investissement et d'exploitation hôteliers (SIEH) și au deschis primul hotel Novotel în afara orașului Lille, în nordul Franței.
În 1974, au lansat marca Ibis cu deschiderea Ibisului Bordeaux. În anul următor, SIEH a achiziționat mărcile Courtepaille și Mercure, iar în 1980, marca hotelieră Sofitel, care cuprindea apoi 43 de hoteluri. În 1982, SIEH a cumpărat Jacques Borel International, cel mai important brand mondial care oferea vouchere pentru restaurante.
În 1983, grupul, care deținea tichete de masă și hoteluri, și-a schimbat numele în grupul Accor. În 1985, a lansat brandul Hotel Formule 1, oferind cazare de bază la prețuri mici.
În 1990, a intrat pe piața nord-americană prin achiziționarea Motel 6 și mai târziu a lanțului Red Roof Inn, pe care l-a vândut ulterior Grupului Blackstone și un consorțiu al grupului Citi Global Special Situations Group și Westbridge Hospitality Fund.
În anii 1990, activitatea s-a diversificat odată cu includerea cazinourilor Accor, precum  și achiziționarea, în anul 2004,  a unei cote de aproape 30% în Club Méditerranée.

## Accor Services
Din grupul Accor face parte și compania Accor Services, lider mondial în domeniul tichetelor de servicii, cum ar fi tichetele de masă.
În iunie 2010, Accor Services și-a schimbat denumirea în Edenred.
În România, Accor Services are peste 35.000 de companii client. Tichetele emise de Accor Services sunt utilizate de peste 1.500.000 de salariați.